# Литвинов Олександр Ісакович
Олександр Ісакович Литви́нов (нар. 17 листопада 1927, Запоріжжя — пом. 15 березня 2007, Харків) — український хоровий диригент, композитор, педагог; професор з 1992 року. Народний артист УРСР з 1978 року.

## Біографія
Народився 17 листопада 1927 року у місті Запоріжжі (нині Україна). Працював у Сахалінській, у 1955—1956 роках — у Харківській філармоніях. Упродовж 1961—1973 років — концертмейстер, художній керіник естрадно-інструментального ансамблю «Харків'янки» у Харкові. 1971 року закінчив Харківський інститут мистецтв (клас хорового диригування З. Яковлевої).
Протягом 1973—1978 років працював художнім керівнтком і головним диригентом ансамблю «Донбасу» в Донецьку. З 1978 року — викладач, у 1994—2007 роках — завідувач кафедрою інструментів духового та естрадного оркестрів Харківської академії культури. Помер у Харкові 15 березня 2007 року.

## Твори
- для духових інструментів — сонати;
- для мідних духових інструментів — Квінтет на укр. теми;
- для хору — «Ой чого ти почорніло» (слова Тараса Шевченка);
- для хору та оркестру — «Співаночка»;
- для 2-х фаготів з оркестром — Варіації.